# ما الذي عرفته مايسي
ما الذي عرفته مايسي (بالإنجليزية: What Maisie Knew)‏ هُو فيلم دراما أمريكي صدر سنة 2012، وأخرجه الثنائي سكوت ماكغيهي ودايفيد سيغل [الإنجليزية]، بينما كتب الثنائي كارول كارترايت ونانسي دوين سيناريو الفيلم. الفيلم من بطولة كُل من جوليان مور وألكسندر سكارسغارد وأوناتا أبريل [الإنجليزية] وجوانا فاندرهام وستيف كوغان. الفيلم مُقتبس من ما الذي عرفته مايسي ألفها هنري جيمس سنة 1897، ويروي مُعاناة طفلة تبلغ من العمر ست سنوات مع طلاق والديها وتنقلها طيلة الوقت بين بيت أبيها وبيت أمها.
أتمت كارترايت ودوين كتابة سيناريو الفيلم في سنة 1995، لكن مشروع الفيلم ظل في ما يُعرف في عالم السينما بمرحلة جحيم التطوير [الإنجليزية]، إلى أن عُين الثنائي ماكغيهي وسيغل لإخراج الفيلم. دامت فترة التصوير الرئيسي مُدة سبعة أسابيع في سنة 2011، وقد اتخذت من مدينة نيويورك مكانا لها. أنتج نيك أوراتا من فرقة ديفوتشكا [الإنجليزية] الموسيقى التصويرية للفيلم. عُرض الفيلم لأول مرة في دورة سنة 2012 [الإنجليزية] من مهرجان تورونتو السينمائي الدولي، وقد صدر للعرض المسرحي في 3 مايو 2013 على يد شركة الألفية للترفيه. حصد الفيلم إيرادات عالمية بلغ مجموعها 2,7 مليون دولار، مُقابل ميزاني إنتاج بلغت 5 ملايين دولار أمريكي. تلقى الفيلم مراجعات إيجابية من مُعظم النقاد.

## طاقم التمثيل
- جوليان مور في دور سوزانا.[3]
- ألكسندر سكارسغارد في دور لنكولن.
- أوناتا أبريل [الإنجليزية] في دور مايسي.[4]
- جوانا فاندرهام في دور مارغو.[5]
- ستيف كوغان في دور بيل.

## الصدور

### المداخيل والأرباح
عُرض فيلم «ما الذي عرفته مايسي» لأول مرة في 7 سبتمبر 2012، وذلك في دورة نفس السنة [الإنجليزية] من مهرجان تورونتو السينمائي الدولي. اشترت شركة «أفلام الألفية» (بالإنجليزية: Millennium Films)‏ حقوق توزيع الفيلم في الولايات المتحدة بعد وقت قصير من عرضه الأول. صدر الفيلم في الولايات المتحدة في 3 مايو 2013. عُرض الفيلم في البداية في مسرح واحد في نيويورك، كسب من خلاله 21,480 دولارًا في عطلة نهاية الأسبوع الافتتاحية، و31،152 دولارًا في نهاية الأسبوع الأول. في الأسبوع الثاني من صدوره للعرض المسرحي، زاد عدد المسارح التي يُعرض فيها الفيلم إلى ثلاثة مسارح، ثُم إلى 27 مسرحا بحلول الأسبوع الرابع. خلال الأسبوع السادس، وصل الفيلم إلى أوسع إصدار له بما مجموعه 122 مسرحًا. امتدت فترة العرض المسرحي للفيلم في الولايات المُتحدة لمُدة ثلاثة عشر أسبوعًا، حصد خلالها مداخيل بلغت 1,066,471 دولارًا. في المملكة المتحدة، أصدرت شركة «كورزون فيلم وورلد» (بالإنجليزية: Curzon Film World)‏ الفيلم في دور السينما البريطانية ومن خلال خدمات الفيديو حسب الطلب (VOD) في 23 أغسطس 2013، مع مبلغ 150 ألف جنيه إسترليني تعهد بها معهد الفيلم البريطاني من أجل ضخها في ميزانية تسويق الفيلم البالغة 244 ألف جنيه إسترليني. حصد الفيلم خلال الأسابيع الأربعة الأولى لعرضه في المملكة المُتحدة إيرادات بلغت 330,186 جُنيهًا إسترلينيًا، كما حقق أيضا أرباحا بقيمة 65,832 جُنيهًا إسترلينيًا من أرباح عرضه على خدمة الفيديو حسب الطلب خلال الأسابيع الستة الأولى التي كان فيها مُتاحًا ضمن هذه الخدمة. في بقية أنحاء العالم، حقق الفيلم أفضل أداء له من حيث الأرباح في أستراليا بمجموع أرباح بلغ 334.651 دولارًا أمريكيًا، تلتها إسبانيا بمجموع إيرادات وصلت إلى 196.668 دولارًا أمريكيًا، ثُم نيوزيلندا مع مجموع مداخيل وصل إلى 140.696 دولارًا، ثُم جاءت في المركز الرابع البرازيل بمجموع أرباح وصل إلى 100.453 دولارًا أمريكيًا. كسب الفيلم ما مجموعه 1,644,908 دولارًا خارج الولايات المتحدة، ووصل إجمالي المداخيل من جميع شبابيك التذاكر في جميع أنحاء العالم إلى مبلغ إجمالي قدره 2,711,379 دولارًا.

### الاستقبال النقدي
حظي الفيلم بآراء إيجابية من النقاد بشكل عام. فعلى موقع الطماطم الفاسدة، حصل الفيلم على تقييم بلغ 86٪، بناءً على 108 مُراجعات نقدية، أي بمُتوسط تقييم في حدود 7.7/10. ينص إجماع الموقع على ما يلي: «من الصعب بلا شك مُشاهدته في بعض الأحيان، ولكن فيلم» ما الذي عرفته مايسي«يرتقي في نهاية المطاف على حساب قوة نص السيناريو، والأداء القوي لطاقم التمثيل، والتعاطف في الإخراج.» أما على موقع ميتاكريتيك، فقد حصل الفيلم على تنقيط 74 درجة من أصل 100، بناءً على 32 مُراجعة نقدية، مما يُشير إلى «المراجعات الإيجابية بشكل عام» من نقاد هذا الموقع.

## الجوائز والترشيحات
| حفل توزيع الجوائز                                               | الجائزة                                                  | المُستلم (ة)/المُرشح (ة)                                                                             | النتيجة   | مراجع  |
| --------------------------------------------------------------- | -------------------------------------------------------- | -------------------------------------------------------------------------------------------------- | --------- | ------ |
| حفل توزيع جوائز دائرة دبلن لنقاد السينما                        | أفضل فيلم                                                | | رُشِّح       | [ 15 ] |
| حفل توزيع جوائز دائرة دبلن لنقاد السينما                        | أفضل مُمثلة                                               | جوليان مور                                                                                         | رُشِّح       | [ 15 ] |
| حفل توزيع جوائز دائرة دبلن لنقاد السينما                        | أفضل مُمثلة                                               | أوناتا أبريل                                                                                       | رُشِّح       | [ 15 ] |
| حفل توزيع جوائز دائرة لندن لنقاد السينما لسنة 2013 [الإنجليزية] | أفضل مُمثل بريطاني في السنة [الإنجليزية]                  | ستيف كوغان (أيضا عن أفلام آلان بارتريدج: ألفا بابا [الإنجليزية] ومنظر الحُب [الإنجليزية] وفيلومينا) | رُشِّح       | [ 16 ] |
| مهرجان نيوبورت بيتش السينمائي الدولي [الإنجليزية]               | أفضل أداء في التمثيل                                     | أوناتا أبريل                                                                                       | فوز       | [ 17 ] |
| مهرجان سياتل السينمائي الدولي [الإنجليزية]                      | أفضل مُمثلة                                               | أوناتا أبريل                                                                                       | 2nd place | [ 18 ] |
| حفل توزيع جوائز يو إس سي في كتابة السيناريو [الإنجليزية]        | حفل توزيع جوائز يو إس سي في كتابة السيناريو [الإنجليزية] | كارول كارترايت (كاتبة سيناريو)، نانسي دوين (كاتبة سيناريو)، هنري جيمس (كاتب)                       | رُشِّح       | [ 19 ] |
| حفل توزيع جوائز دائرة نقاد سينما المرأة                         | أفضل مُمثلة شابة                                          | أوناتا أبريل                                                                                       | فوز       | [ 20 ] |

## نسخ أخرى
صدرت نُسختي الدي في دي (DVD) والبلوراي في 13 أغسطس 2013. يتضمن كلا الإصدارين تعليقا صوتيا [الإنجليزية] من المُخرجين مع مجموعة مُختارة من المشاهد المحذوفة.

## وصلات خارجية
- ما الذي عرفته مايسي على موقع IMDb (الإنجليزية)
- ما الذي عرفته مايسي على موقع ميتاكريتيك (الإنجليزية)
- ما الذي عرفته مايسي على موقع الموسوعة البريطانية (الإنجليزية)
- ما الذي عرفته مايسي على موقع روتن توميتوز (الإنجليزية)
- ما الذي عرفته مايسي على موقع نتفليكس (الإنجليزية)
- ما الذي عرفته مايسي على موقع ألو سيني (الفرنسية)
- ما الذي عرفته مايسي على موقع أول موفي (الإنجليزية)
- ما الذي عرفته مايسي على موقع بوكس أوفيس موجو (الإنجليزية)
- ما الذي عرفته مايسي على موقع فيلمافينيتي (الإسبانية)
- ما الذي عرفته مايسي على موقع قاعدة بيانات الأفلام السويدية (السويدية)